# Domodossola
Domodossola (localmente anche detta solo Domo, Dòm in lombardo, Döm o z'Töm in walser e Ël Dòm in piemontese) è un comune italiano di 17 580 abitanti della provincia del Verbano-Cusio-Ossola in Piemonte. La città è il centro principale della val d'Ossola, che si trova nella piana del fiume Toce, alla confluenza di val Bognanco, val Divedro, valle Antigorio-Formazza, valle Isorno e val Vigezzo.

## Geografia fisica

### Territorio
La città si adagia sul conoide di deiezione del torrente Bogna, che si allarga tra la frazione Mocogna e il Sacro Monte Calvario, occupando la porzione media del bacino del fiume Toce. Il territorio comunale si estende tra i 238 m s.l.m. e i 2.635 m s.l.m., per un totale di 59,9 km².

### Clima
Il clima è alpino con inverni freddi ed estati miti.

## Origini del nome
Il geografo greco Claudio Tolomeo (II secolo d.C.) è il primo a citare la città quale probabile capitale dei Leponzi, chiamandola Oksela Lepontiorum. Joannes Georgius Graevius, nel Thesaurus antiquitatum et historiarum Italiae: Ligurum et Insubrum, seu Genuensium et Mediolanensium pubblicato nel 1704, identifica Domodossola come Ocella. Nel VII secolo l'Anonimo Ravennate la definisce come civitas e la chiama Oxilla. Intorno all'XI secolo la città assume il nome di Domus Oxile, in riferimento alla presenza della chiesa collegiata. Nel XII secolo compaiono Burgus Domi e Burgus Domi Ossule: la dicitura borgo deriva dalla presenza, oltre che della chiesa collegiata, anche del castello e del mercato. Il nome successivamente si trasforma in Domiossola, Duomo d'Ossola (Giovanni Capis), Domo d'Ossola nell'Ottocento e, infine, nell'attuale Domodossola.

## Storia

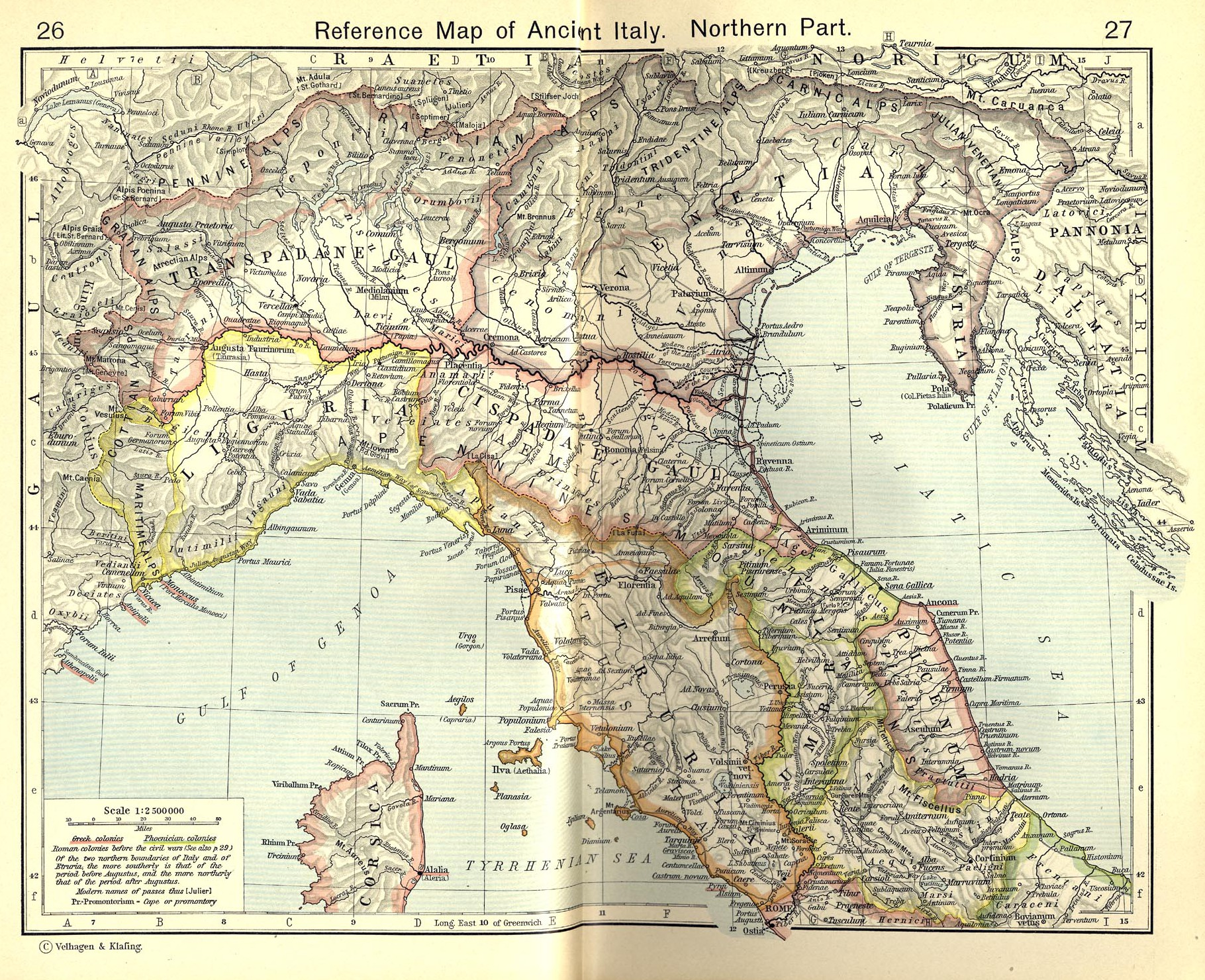
Italia settentrionale secondo l'Historical Atlas: l'Oscela Lepontiorum nell'area settentrionale della Gallia Transpadana

Statuti di Domodossola (Statuta curiae Matarellae Domi Ossulae Expensis Jurisdictioni dictae curiae), 1659

Bandiera della Repubblica dell'Ossola

(Tolomeo, Geografia, 100 d.C. circa)

### Dalla Preistoria al Novecento
Il masso coppellonato nei giardini dei Padri Rosminiani presso il Sacro Monte Calvario, insieme ad altri reperti rinvenuti nell'intera Val d'Ossola fa presumere la presenza di abitanti nella vallata fin dall'epoca preistorica. Da Oscella passava la strada romana che collegava Milano al Verbano: da qui si potevano valicare le Alpi raggiungendo il passo del Sempione, il passo dell'Arbola oppure il passo di San Giacomo.
La città sorgeva all'incrocio tra la Via Mediolanum-Verbannus, con la Via Antronesca che nel tratto Domodossola - Locarno prendeva pure il nome di Via del Mercato. È probabilmente durante il regno di Teodorico, re degli Ostrogoti, che si formano le prime opere di difesa sul colle di Mattarella. Il dominio longobardo è durissimo, caratterizzato da violenze e saccheggi; a questi succedono i Franchi. Carlo Magno, generoso verso ecclesiastici e laici, rivitalizza il feudalesimo: molti territori sono in possesso del vescovo-conte di Novara, che costruisce a Oscella il suo castello (castrum novum, ricordato nel 1001). Nel 1014 il vescovo Pietro III il Prudente con solenne diploma ottiene il dominio feudale dell'Ossola.

Le periodiche incursioni dei Vallesani e le lotte accanite tra guelfi, in maggioranza nel borgo, e ghibellini costringono gli Ossolani a chiedere protezione a Gian Galeazzo Visconti, signore di Milano: il 19 marzo 1381 viene firmato nell'attuale Palazzo San Francesco l'atto di dedizione. Il contratto con i Visconti prevedeva protezione e privilegi agli Ossolani, in cambio di un compenso di 750 fiorini annui. Ai Visconti succedono gli Sforza (1450 - 1535).

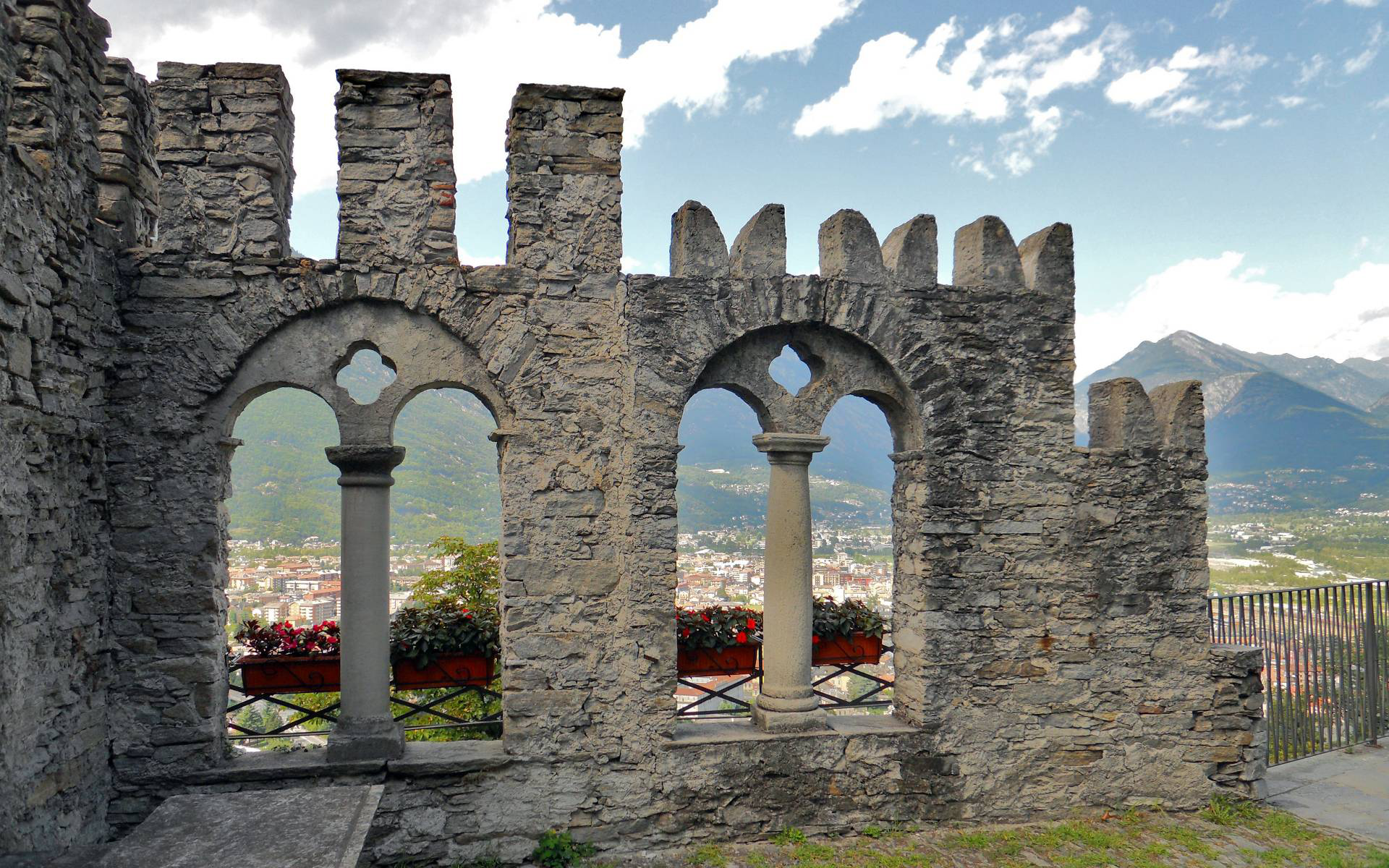
Veduta di Domodossola dal Castello di Mattarella'

Dopo gli Sforza, Domodossola subisce la dominazione imperiale e poi spagnola che dura per per più un secolo e mezzo, contrassegnato da lotte intestine tra le fazioni, dagli straripamenti del torrente Bogna e dalle epidemie di peste. Nel 1656 sorge il Sacro Monte Calvario per opera di Andrea da Rho e Gioachino da Cassano, due frati cappuccini del convento di Domodossola. Dopo una breve dominazione austriaca, nel 1743 con il trattato di Worms l'Ossola passa interamente ai Savoia.

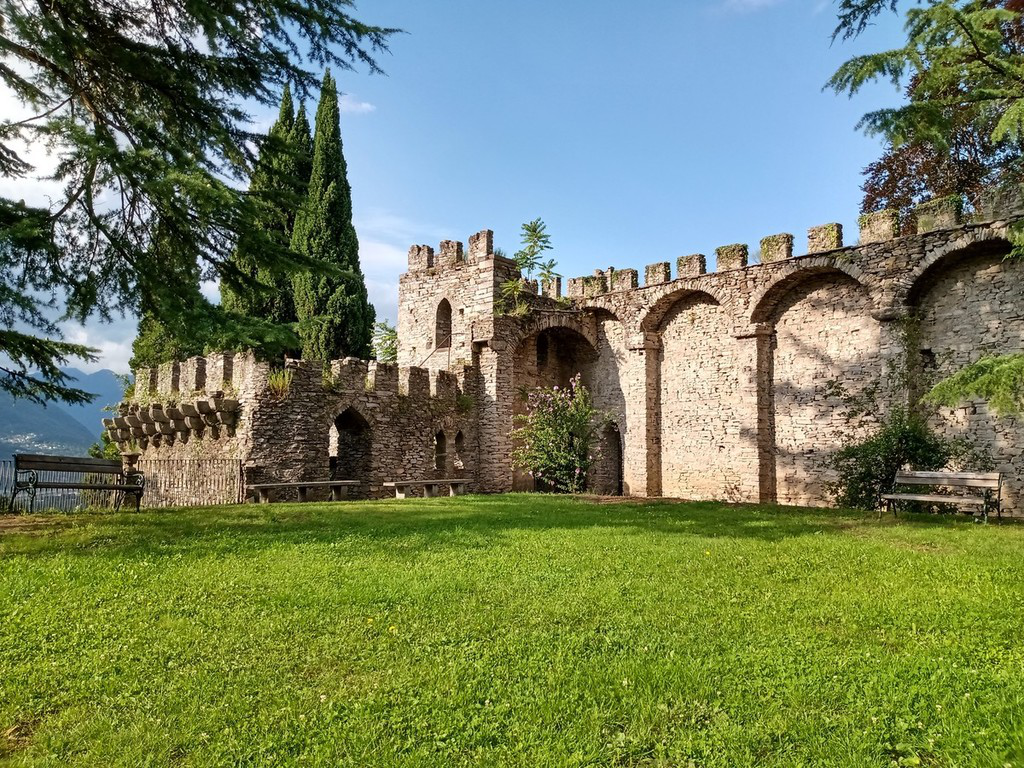
Resti del Castello di Mattarella

Con Vittorio Emanuele I nel 1818 Domodossola diventa capoluogo della provincia di Ossola, nella divisione di Novara, con un capo-guardia di prima classe a Domodossola e un capo-guardia di seconda classe a Masera.
Nel 1859, con l'emanazione del decreto Rattazzi, viene soppressa la provincia di Ossola e istituito il circondario di Ossola (in seguito circondario di Domodossola), come suddivisione della provincia di Novara, comprendente i mandamenti di Crodo, S. Maria Maggiore, Bannio e Domodossola.

Nel 1869 viene aperta, fra le prime in Italia, la sezione domese del Club Alpino Italiano.

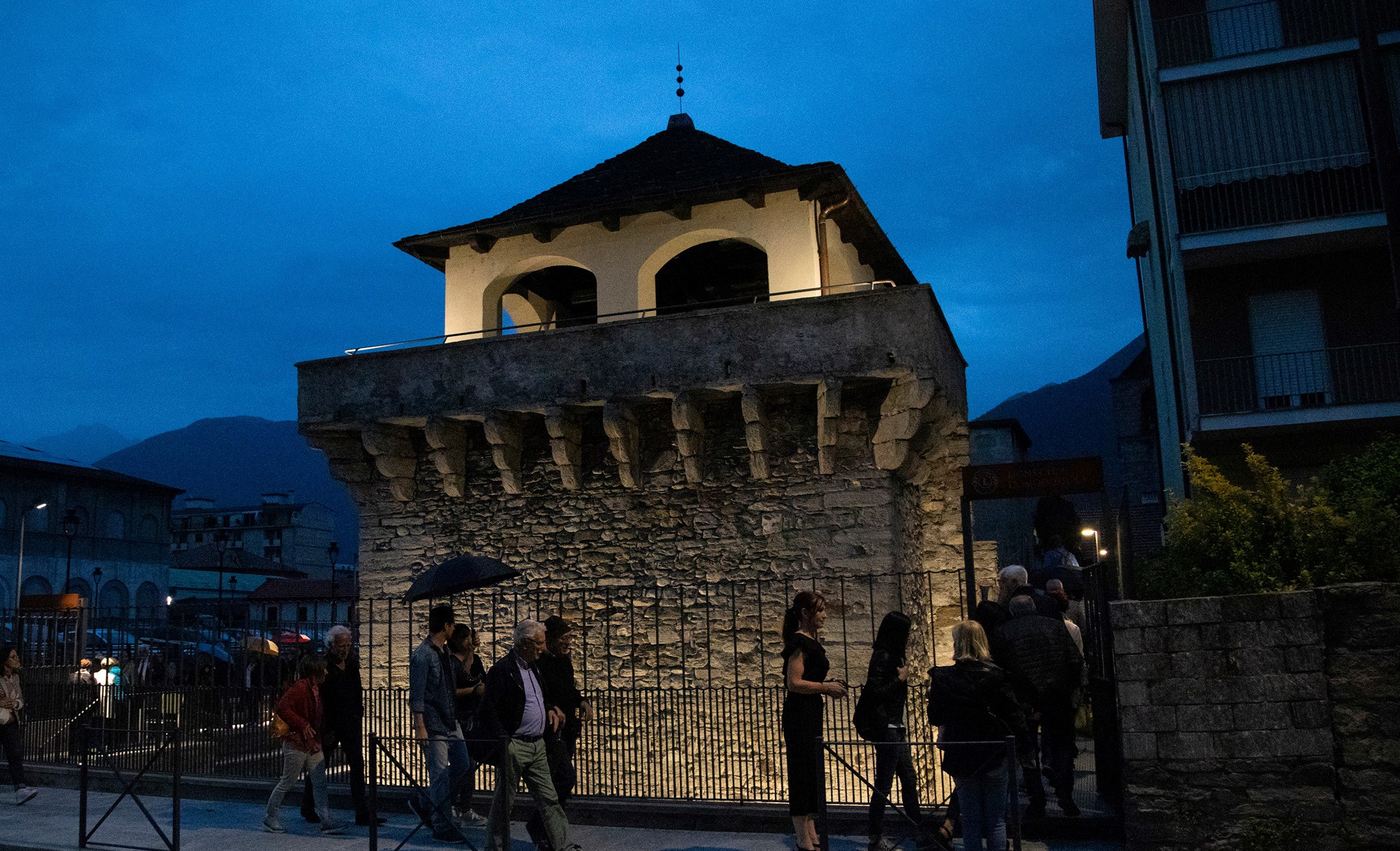
La Tor
retta Medioevale di Domodossola

### Il Novecento

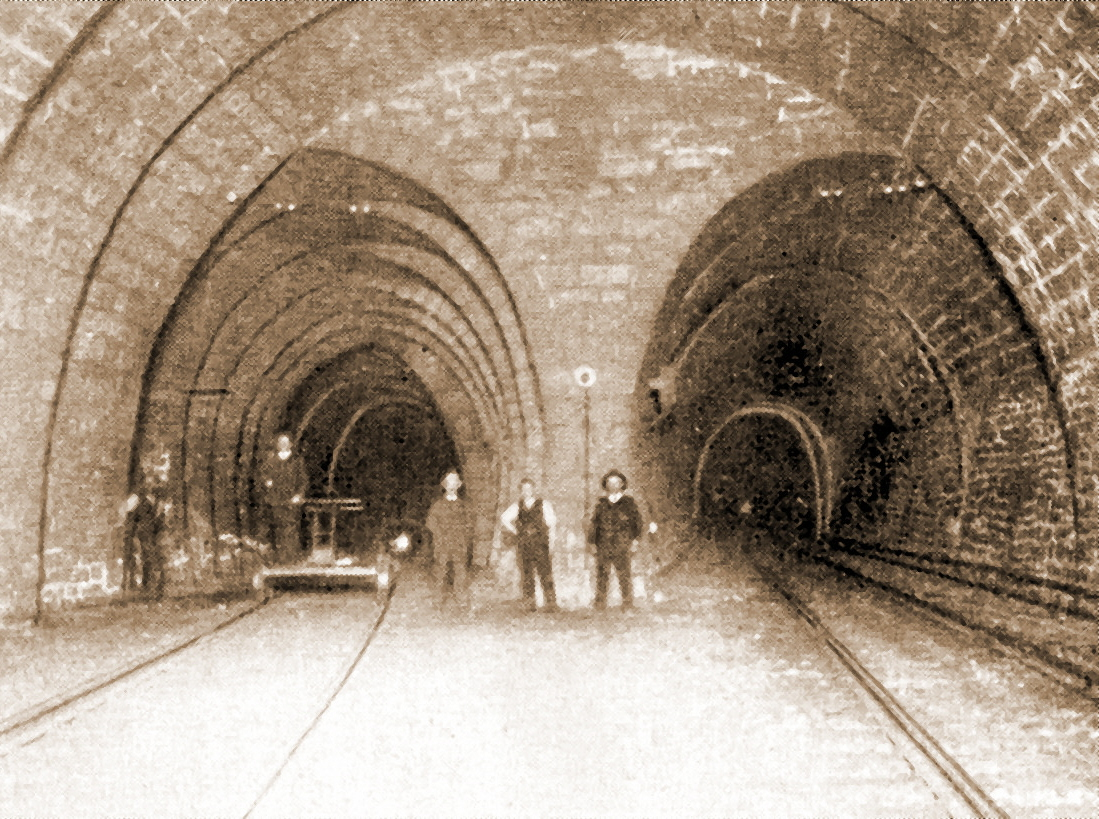
Tunnel del Sempione

Il 19 maggio 1906 il re Vittorio Emanuele III inaugura il traforo del Sempione: con quest'opera Domodossola e l'intera Ossola diventano una delle più importanti vie del traffico internazionale europeo. Il 23 settembre 1910 la città è teatro del tragico atterraggio di Jorge Chávez Dartnell, conosciuto come Geo Chávez, primo trasvolatore delle Alpi. L'aviatore peruviano, partito da Briga, sorvola il passo del Sempione, ma l'aereo, in fase di atterraggio a Domodossola, cede e precipita. Gravemente ferito, il pilota muore all'ospedale San Biagio pochi giorni dopo.
Gradualmente la prosperità nella vallata cresce e aumentano le industrie e le centrali idroelettriche che offrono lavoro e richiamano progressivamente migranti in particolare da Veneto, Romagna e Calabria. La prima guerra mondiale richiede tuttavia sacrificio di vite umane, che costa caro anche all'Ossola.
Nel 1926 il circondario di Domodossola viene soppresso e il territorio assegnato al circondario di Novara. Nel 1927, con la soppressione di tutti i circondari italiani, il territorio rimane in Provincia di Novara.
Durante la seconda guerra mondiale la valle non resta indifferente alla dittatura fascista. I movimenti di liberazione fanno sì che dal 10 settembre al 23 ottobre 1944 Domodossola diventi capitale della Repubblica partigiana dell'Ossola, proclamatasi indipendente dal dominio dittatoriale nel corso della Resistenza. Durante i 43 giorni, il territorio liberato viene gestito democraticamente dalla Giunta provvisoria di Governo, che si riunisce presso il Palazzo di Città. La giunta è presieduta da Ettore Tibaldi e annovera, tra gli altri, anche la milanese Gisella Floreanini, nelle vesti di Commissario all'Assistenza. La Floreanini è così la prima donna a ricoprire incarichi governativi in Italia.
Negli anni 1950 - 1960 la città è segnata da un costante flusso migratorio. I migranti, provenienti in gran parte dalla Calabria, si stanziano in un quartiere, denominato con il toponimo di Abissinia. Il quartiere poi, con l'arrivo dei frati Cappuccini, in particolare di padre Michelangelo Falcioni, padre spirituale del rione, si trasforma in Cappuccina.
Nel 1992 la Val d'Ossola, il Cusio e il Verbano si scorporano dalla provincia di Novara. Domodossola entra così a far parte della provincia del Verbano-Cusio-Ossola.

### Simboli
Stemma

Gonfalone comunale

Lo stemma è stato riconosciuto con decreto del Capo del Governo del 4 luglio 1928.
Lo stemma storico si trova descritto nella Bibliografia storica degli Stati della monarchia di Savoia del 1893.
Gonfalone

### Onorificenze
Domodossola è tra le Città decorate al Valor Militare per la Guerra di Liberazione perché è stata insignita della Medaglia d'Oro al Valor Militare il 21 settembre 1945 per i sacrifici delle sue popolazioni e per la sua attività nella lotta partigiana durante la seconda guerra mondiale. La medaglia venne appuntata dall'allora ministro della Guerra Jacini sul gonfalone della città capoluogo della zona libera, in occasione del primo anniversario della "Repubblica dell'Ossola".

## Monumenti e luoghi d'interesse

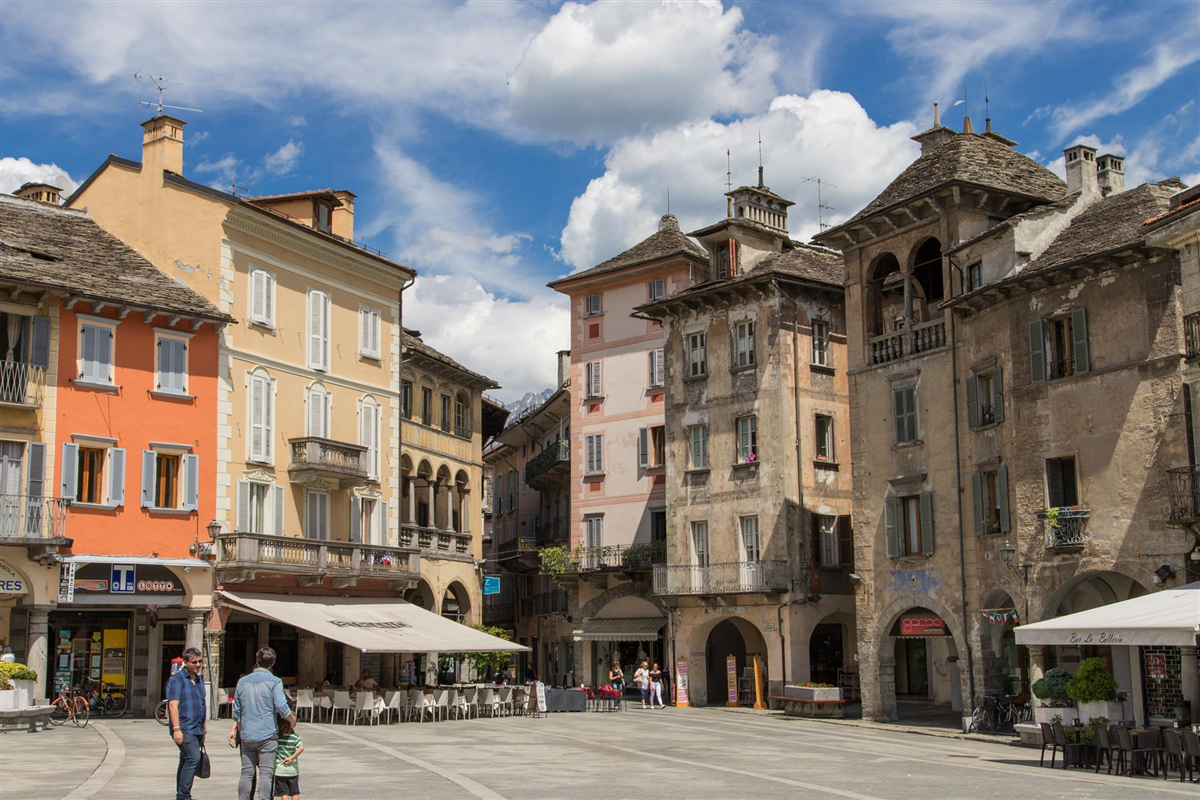
Piazza del Mercato di Domodossola

### Piazza Mercato e il centro storico
(Théophile Gautier, Journeys in Italy, 1902)
Simbolo della città, piazza Mercato è caratteristica per i portici quattrocenteschi a sostegno delle case padronali a balconate e loggette del XV e XVI secolo. I capitelli delle colonne, che sostengono archi romanici e gotici scompagnati, sono finemente scolpiti e nelle testate recano stemmi delle casate ossolane, tra le quali figurano i De Rodis, i Silva, i Da Ponte e i Ferrari. Nel centro della piazza si ergeva l'antico palazzo trecentesco del Comune, demolito nel 1805 per aprire la strada napoleonica del Sempione. Sul lato settentrionale era localizzato anche il palazzo del vescovo-conte con la relativa torre, mentre a sud si impone ancor oggi il Teatro Galletti. La concessione del mercato settimanale al borgo di Domodossola, secondo la targa posta nel 1891 in piazza, sarebbe stata fatta da Berengario I il 19 dicembre 917. In realtà il diploma originale è stato alterato: certo è che tuttavia il mercato sia assai antico, probabilmente presente già all'epoca dei Leponzi.

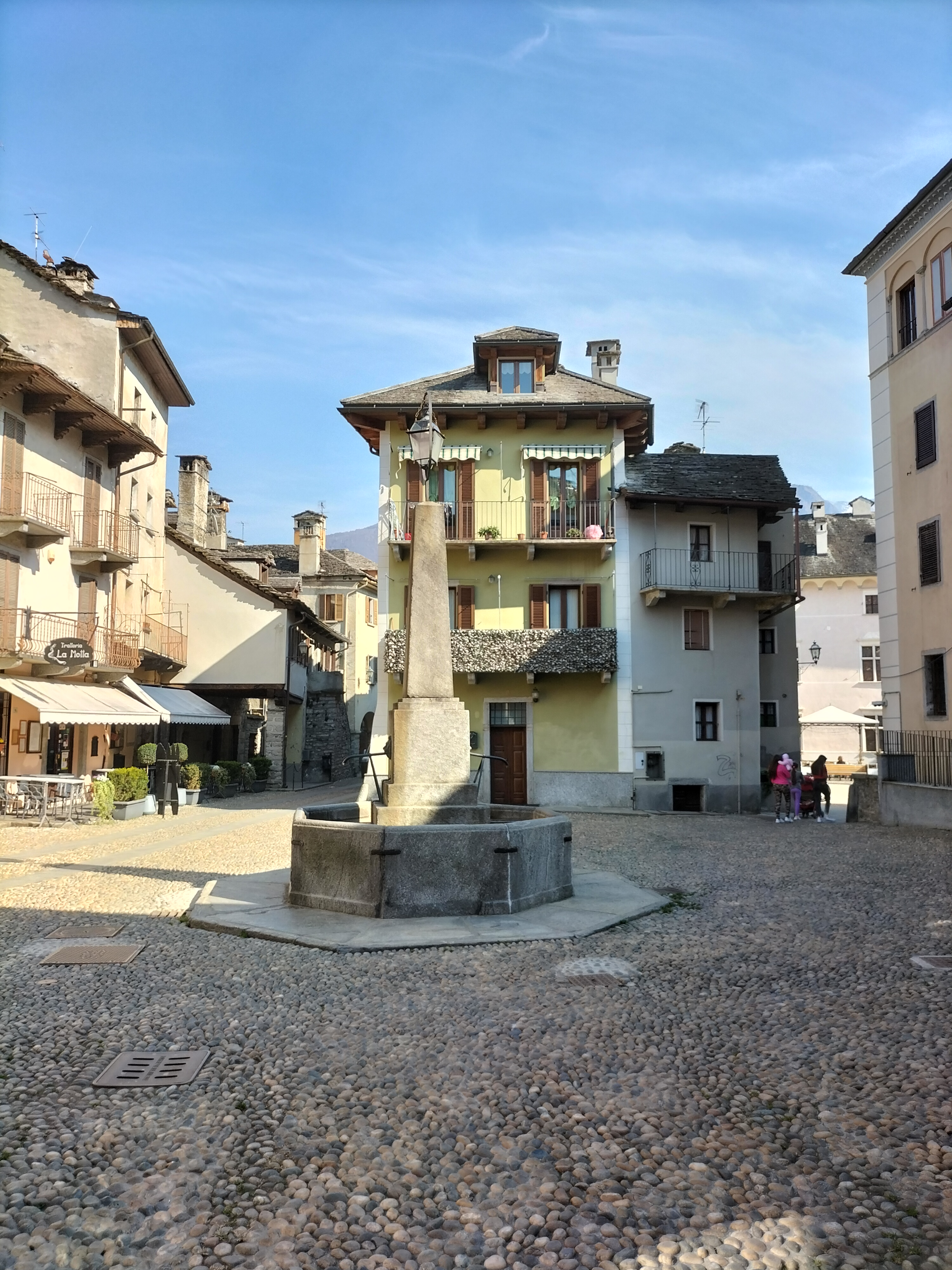
Piazza Fontana

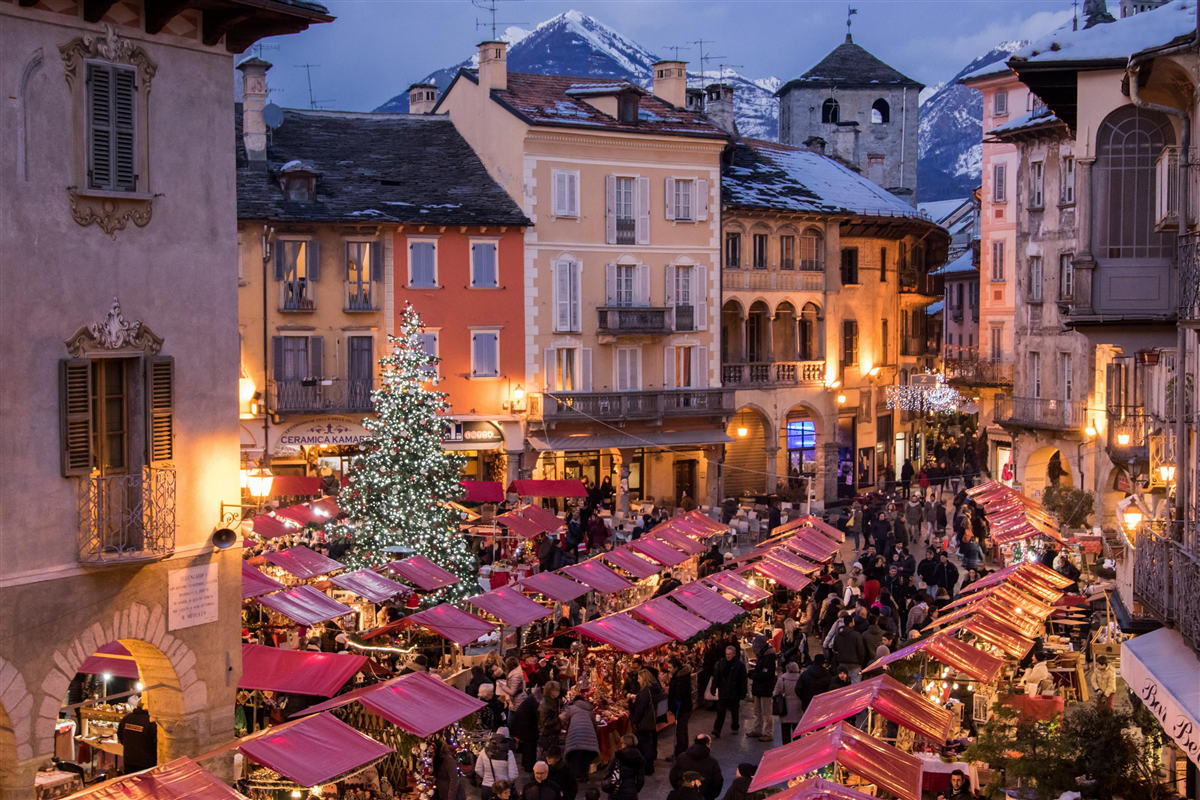
Piazza del Mercato in una veduta dall'alto durante il periodo dei mercatini natalizi

Di particolare interesse anche la via Briona, sovrastata dalla torre trecentesca del palazzo vescovile, che, partendo dalla piazza Mercato, fungeva da via d'accesso per i principali passi transalpini. Racchiusa fra case con tetti in piode e apprezzata per i balconcini sostenuti da cariatidi, era la strada dei mercanti, per cui transitava anche la diligenza svizzera del Sempione.
Restano ormai poche tracce delle antiche mura pentagonali, che già dai primi del 1300 cingevano il borgo di Domodossola. Nucleo principale della cinta muraria era il castello (sito nei pressi dell'attuale piazza Tibaldi), il Castrum novum già citato in pergamene del 1001 e il 1007, che venne abbattuto nel 1804 per aprire la strada napoleonica del Sempione. Oggi sono ancora visibili i resti di una torre angolare unita alle mura su via Facchinetti e la Torretta, bell'esempio di torre in beola locale, cui fu aggiunto il portico e il tetto a metà Ottocento.
Tra i quartieri più antichi del borgo è La Motta (ossia: monticello, cumulo), probabilmente così chiamata per i depositi di detriti dovuti alle inondazioni del torrente Bogna. In via Carina è possibile ammirare abitazioni con balconate in larice, testimonianza dell'influenza walser, mentre fulcro del quartiere è la Piazza Fontana, con al centro la fontana ottagonale e un piccolo obelisco. Obelisco di dimensioni maggiori, proveniente da un antico cimitero, occupa la posizione centrale in Piazza Chiossi. Infine è caratteristico l'arco a sesto acuto a strisce bianche e scure di Vicolo Andromia.

### Architetture religiose

#### Chiesa Collegiata dei Santi Gervasio e Protasio

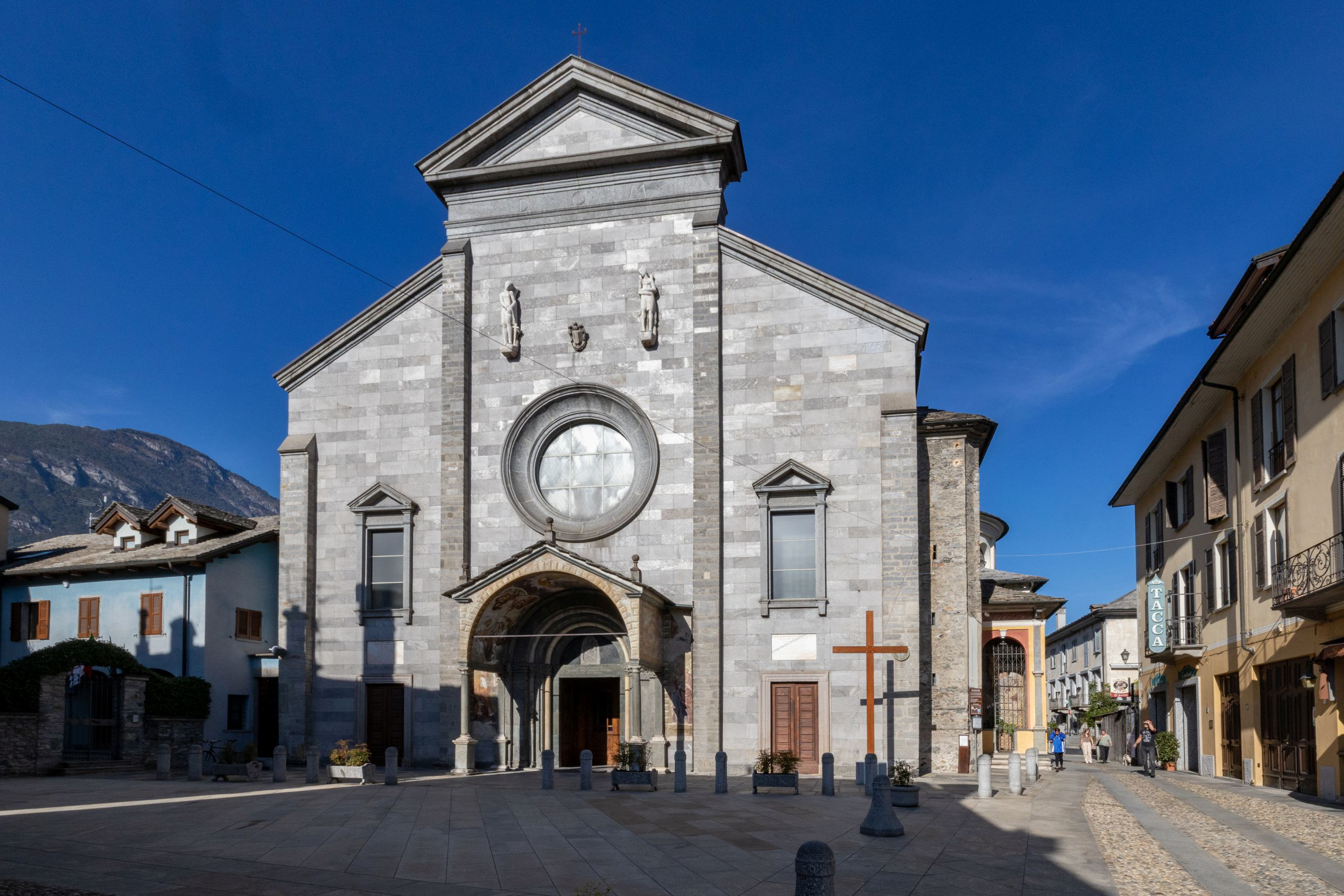
Collegiata dei Santi Gervasio e Protasio

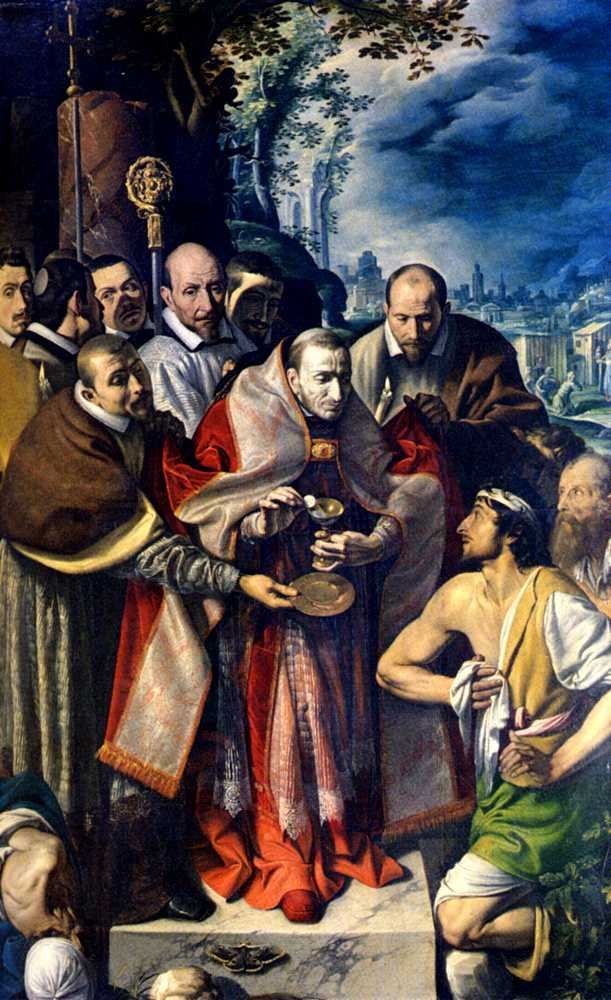
San Carlo che comunica gli appestati

La La chiesa Collegiata dei Santi Gervasio e Protasio, monumento nazionale è stata ricostruita tra il 1792 e il 1798 su disegno dell'architetto regio Matteo Zucchi, a partire da una chiesa preesistente risalente al XV secolo. Come chiesa più importante dell'Ossola non solo è stata chiamata "duomo", ma ha dato il nome allo stesso borgoː inizialmente Domus Oxile, quindi Burgus Domi e Burgus Domi Ossule, successivamente italianizzato in Domiossola, Duomo d'Ossola, Domo d'Ossola nell'Ottocento ed infine l'attuale Domodossola. La collegiata, dedicata ai santi Gervasio e Protasio e ricca di stucchi e dorature, è a tre navate con sei cappelle oltre all'altar maggiore. A causa di mancanza fondi, rimase senza facciata fino al 1954, quando, approvato il progetto dell'architetto Giovanni Greppi, con l'aiuto dell'arciprete Monsignor Luigi Pellanda fu completata la nuova facciata. Quest'ultima fa spiccare il portichetto barocco e dà risalto al portale romanico (scoperto durante i lavori), proveniente dalla prima collegiata domese situata nei pressi del castello e demolita a metà Quattrocento per ragioni militari.
Nella navata sinistra è visibile un architrave in serpentina (presumibilmente appartenente all'antico portale), donato nel 1954 dalla Fondazione Galletti, raffigurante Carlo Magno nell'atto di ricevere l'orifiamma e una scena della battaglia di Roncisvalle. Tutti gli affreschi interni e i tre grandi catini della navata centrale sono opera di Lorenzo Peretti, mentre il Crocefisso sull'altar maggiore è opera del maestro intagliatore Giorgio de Bernardis. Una pala d'altare di valore, attribuita a Tanzio da Varallo, raffigurante San Carlo che comunica gli appestati è situato nella cappella di San Carlo Borromeo. L'organo, ubicato sulla cantoria sopra la bussola di ingresso, è un magnifico Bernasconi a due tastiere e pedaliera integralmente meccanico, datato 1889.

#### Santuario della Madonna della Neve

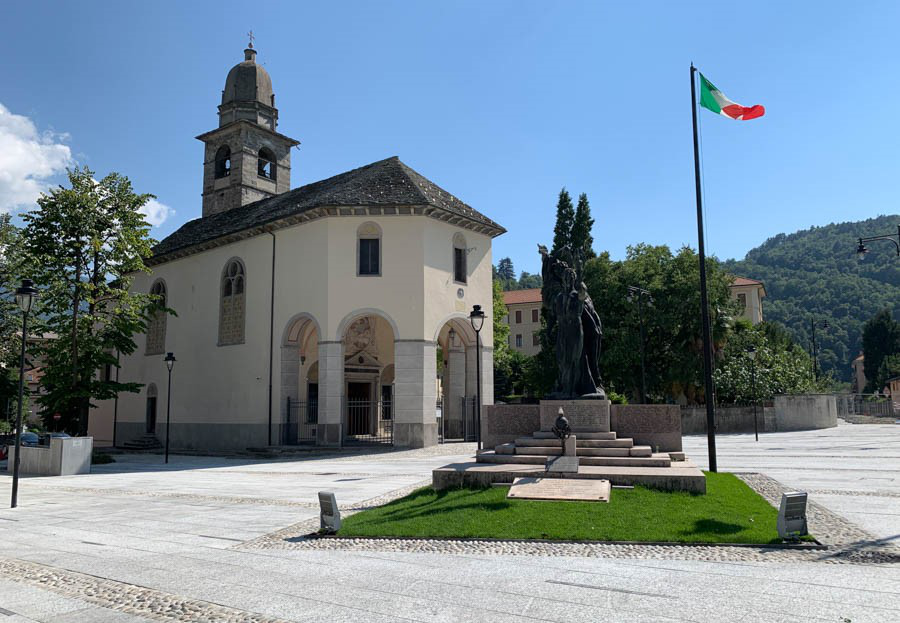
Chiesa della Madonna della Neve di Domodossola

Il santuario della Madonna della Neve di Domodossola, nelle sue forme attuali, è una costruzione risalente alla prima metà del XVII secolo e commissionata al maestro Bernardino Lazzaro di Val d’Intelvi e innalzata sui ripari che difendevano una precedente piccola chiesa dal fiume Bogna. L'immagine della Madonna e del Bambino sopra l’altare, risalente al 1372, è affrescata su un muro composto da ciottoli di fiume scarsamente cementati, appartenente all’oratorio primitivo. Le due grandi tele del presbiterio rappresentano lo Sposalizio della Vergine e San Biagio attribuito al pittore fiorentino Luigi Reali e l'ancona di legno dorato e dipinto (che racchiude l'affresco trecentesco della Madonna col Bambino), opera di Francesco de Tatti. Sopra la porta d'ingresso nell'atrio del santuario, Carlo Mellerio, pittore di origine vigezzina, ha realizzato un affresco nel 1674, dedicato proprio al miracolo della nevicata estiva sul colle Esquilino di Roma. Sul piazzale nel 1925, alla presenza di re Vittorio Emanuele III, è stato inaugurato il monumento ai caduti, opera di Angelo Balzardi: le tre statue in bronzo raffigurano il Dolore, il Sacrificio e la Vittoria.

#### Altri edifici religiosi rilevanti
- La piccola chiesa di San Quirico risale al secolo XI ed è una delle più antiche della Val d'Ossola.
- Nella frazione di Vagna, la chiesa di San Brizio con campanile medievale e pregevoli opere d'arte all'interno

### Architettura civile

#### Palazzo Silva

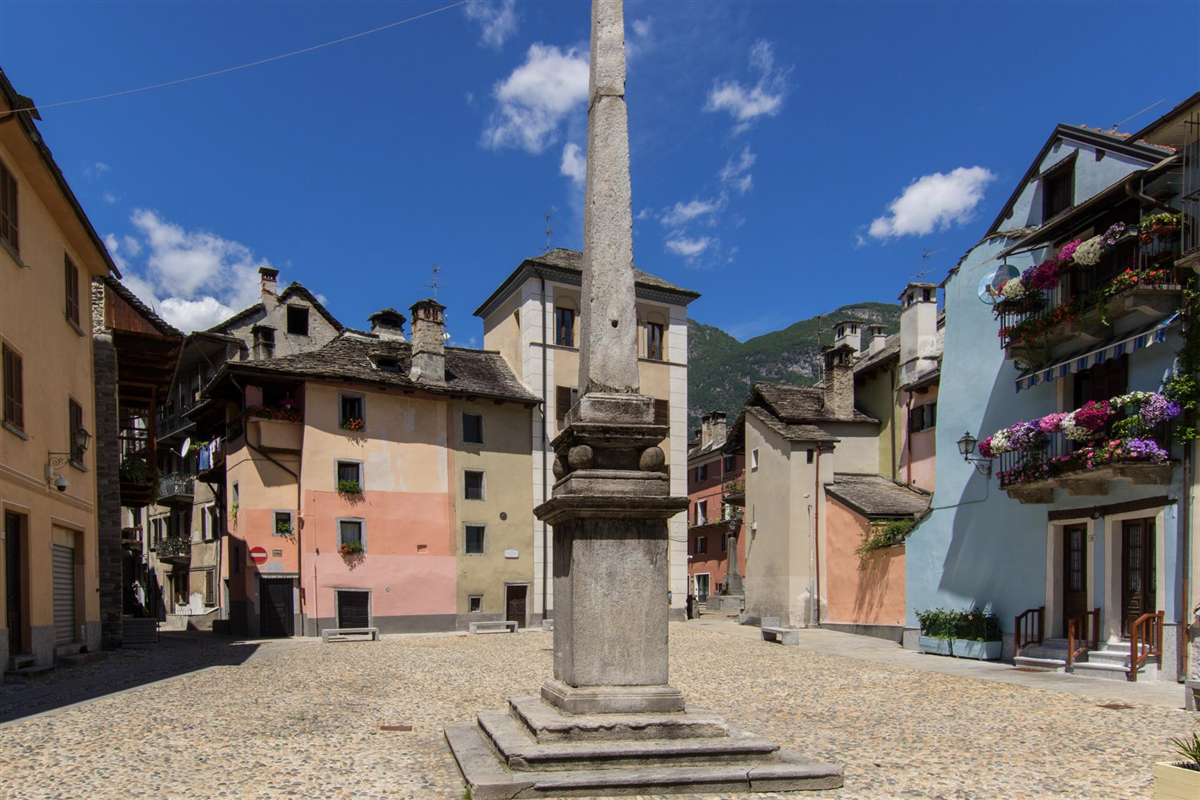
L'obelisco di piazza Chiossi

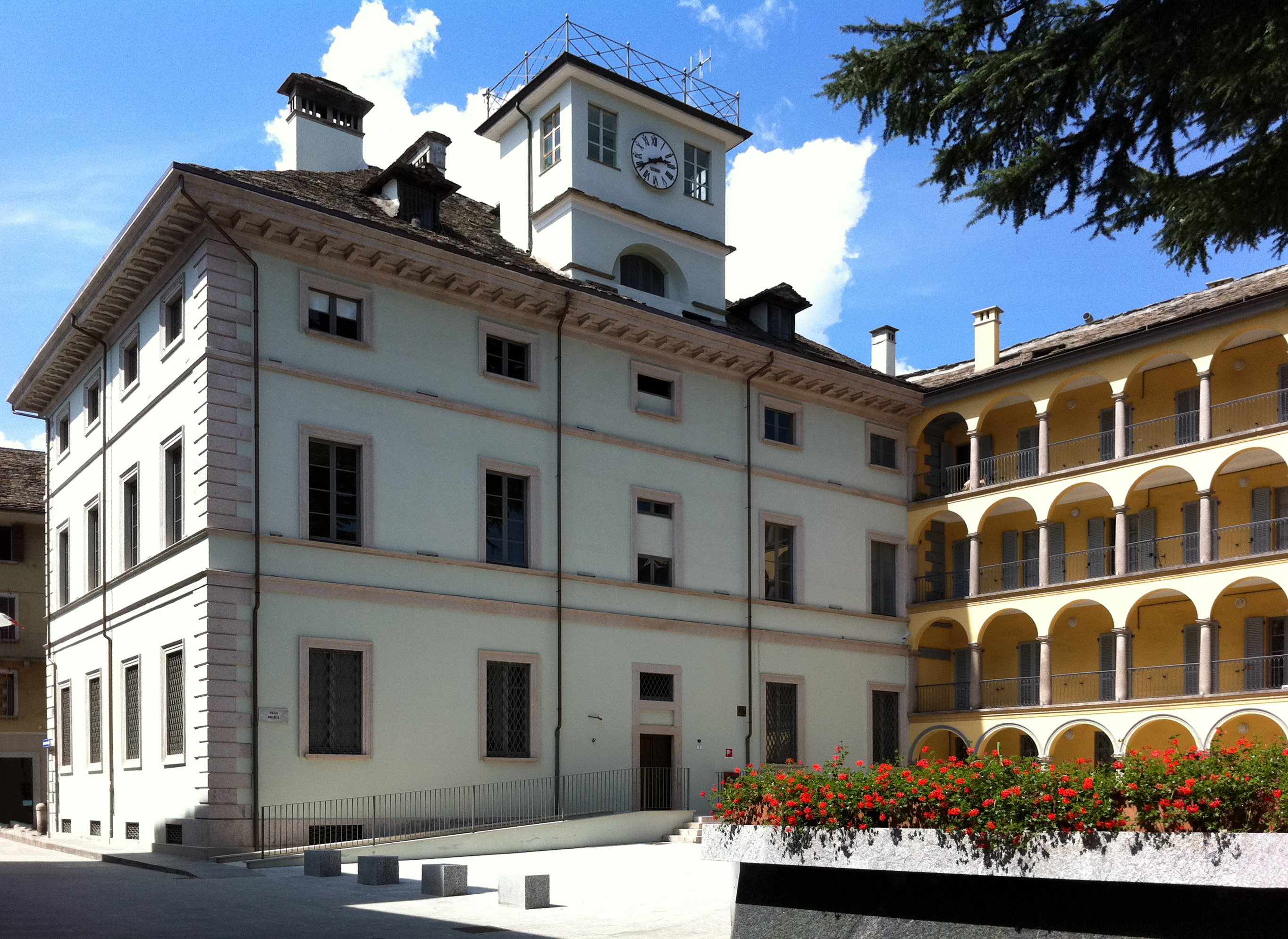
Palazzo Mellerio

(Motto della famiglia Silva, XVI sec.)

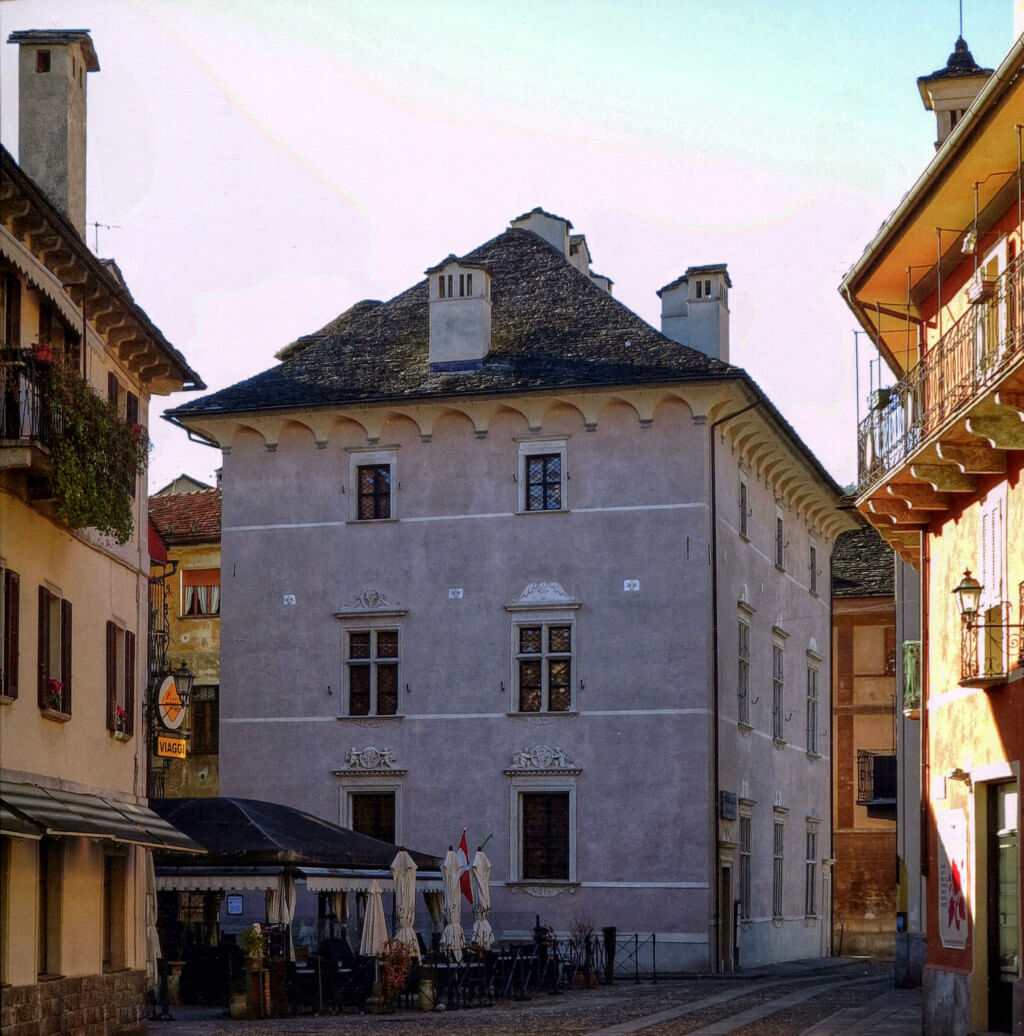
Palazzo Silva nel centro storico di Domodossola

Monumento nazionale, Palazzo Silva fu ristrutturato, a partire da una dimora gentilizia trecentesca preesistente, intorno al 1519 dal condottiero Paolo della Silva, nobile al servizio di Francesco I di Francia. È uno dei migliori esempi di casa patrizia rinascimentale della regione subalpina. Nell'anno 1882 l'edificio venne acquistato dalla Fondazione Galletti e successivamente ceduto al Comune. È ora sede del Museo di Palazzo Silva: in grandi sale gentilizie arredate ospita opere scultoree lignee, stemmi in marmo, reperti etruschi e romani, incisioni, frammenti di mummie egiziane, quadri dal Cinquecento al Settecento, costumi ossolani e armature.

#### Palazzo Mellerio
Deve il suo nome al conte Giacomo Mellerio (1777-1847), Gran Cancelliere del Regno Lombardo-Veneto. Il conte, grande benefattore, affidò nel 1816 la costruzione del palazzo al cognato, l'architetto Gian Luca della Somaglia, con l'intento di renderlo un complesso di scuole superiori. Inaugurato il 5 novembre 1818, in questo palazzo Mellerio fondò il primo ginnasio dell'Ossola. Nel 1837 il conte cedette il palazzo e la direzione del ginnasio all'abate Antonio Rosmini, che vi aggiunse un convitto. Nel 1874, quando scuole e convitto passarono nel nuovo collegio Mellerio-Rosmini, di fronte al Santuario della Madonna della Neve, il palazzo fu ceduto al comune. Sulla facciata si trovano ancora il medaglione del Mellerio e un bassorilievo di Rosmini. Il palazzo, che ospitò anche la Pretura, è ora sede della Polizia Municipale e di uffici comunali.

#### Palazzo San Francesco

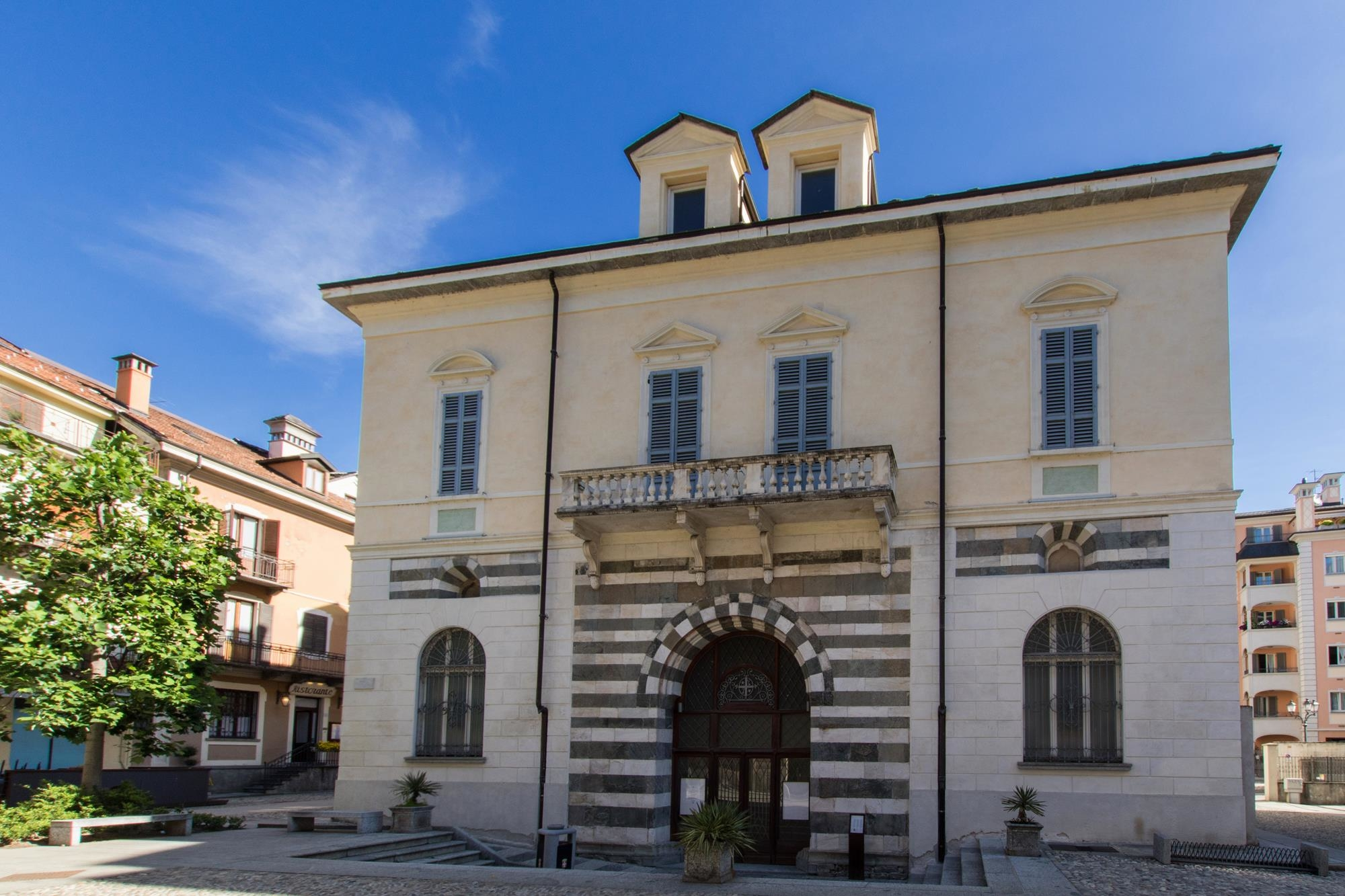
Palazzo San Francesco sede dei Musei Civici Gian Giacomo Galletti

Costruito sulla pianta di una chiesa antecedente (risalente alla fine del XIII secolo), fu acquistato nel 1884 dalla Fondazione Galletti, che vi raccolse le proprie collezioni. Nacque così la prima parte di quello che sarebbe diventato il Museo di Palazzo San Francesco. Successivamente ceduto al Comune, sono in via di completamento i lavori di restauro. È ora visitabile solamente il piano terreno con una raccolta di quadri di pittori vigezzini.

#### Collegio Mellerio-Rosmini

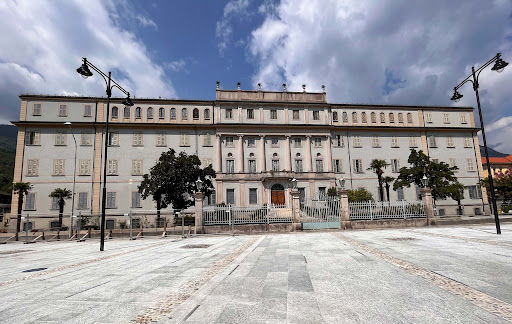
Collegio Mellerio Rosmini in piazza Madonna della neve

Dedicato al beato Antonio Rosmini, sorge di fronte al santuario della Madonna della Neve. Il collegio, progettato dall'architetto ticinese Ghezzi, venne inaugurato il 29 settembre 1874. Contiene una ricchissima biblioteca (circa 60 000 volumi) ed è sede del Museo di Scienze Naturali, visitabile su richiesta. È annesso al collegio l'Osservatorio geofisico eretto nel 1876.

#### Palazzo di Città

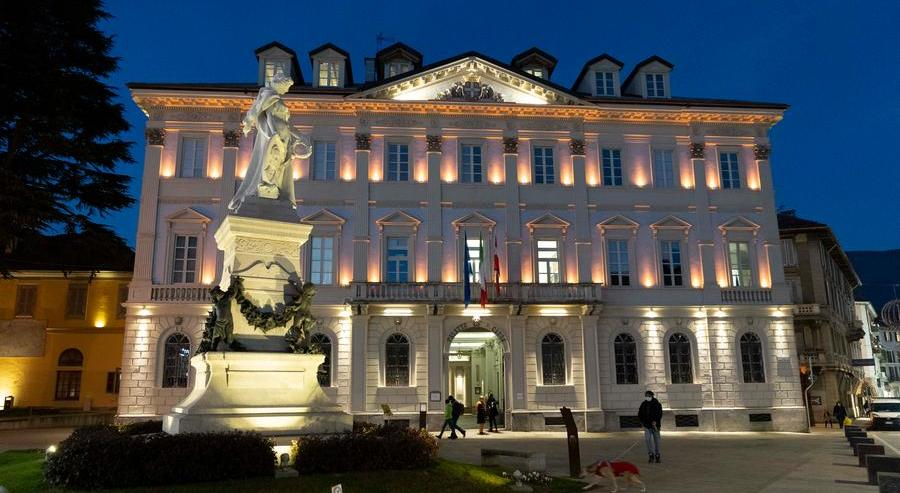
'Palazzo di Città di Domodossola

Progettato dall'architetto Giovanni Leoni di Torino e recentemente restaurato, è stato edificato nel 1847. Nel 1944 fu sede della Giunta Provvisoria di Governo della Repubblica partigiana dell'Ossola: ai nostri giorni il consiglio comunale si riunisce proprio nella Sala Storica della Resistenza. Nel cortiletto interno del palazzo è presente una lapide, che ricorda il conferimento della medaglia d'oro al valor militare, conferita alla Val d'Ossola nel settembre 1945, per i fatti resistenziali culminanti nel significativo episodio della zona liberata. Antistante il palazzo nel 1899 venne posto il monumento, opera di Francesco Ricci (scultore vigezzino) dedicato a Gian Giacomo Galletti, benefattore cittadino, il cui lascito diede vita alla Fondazione Galletti.

#### Stazione internazionale

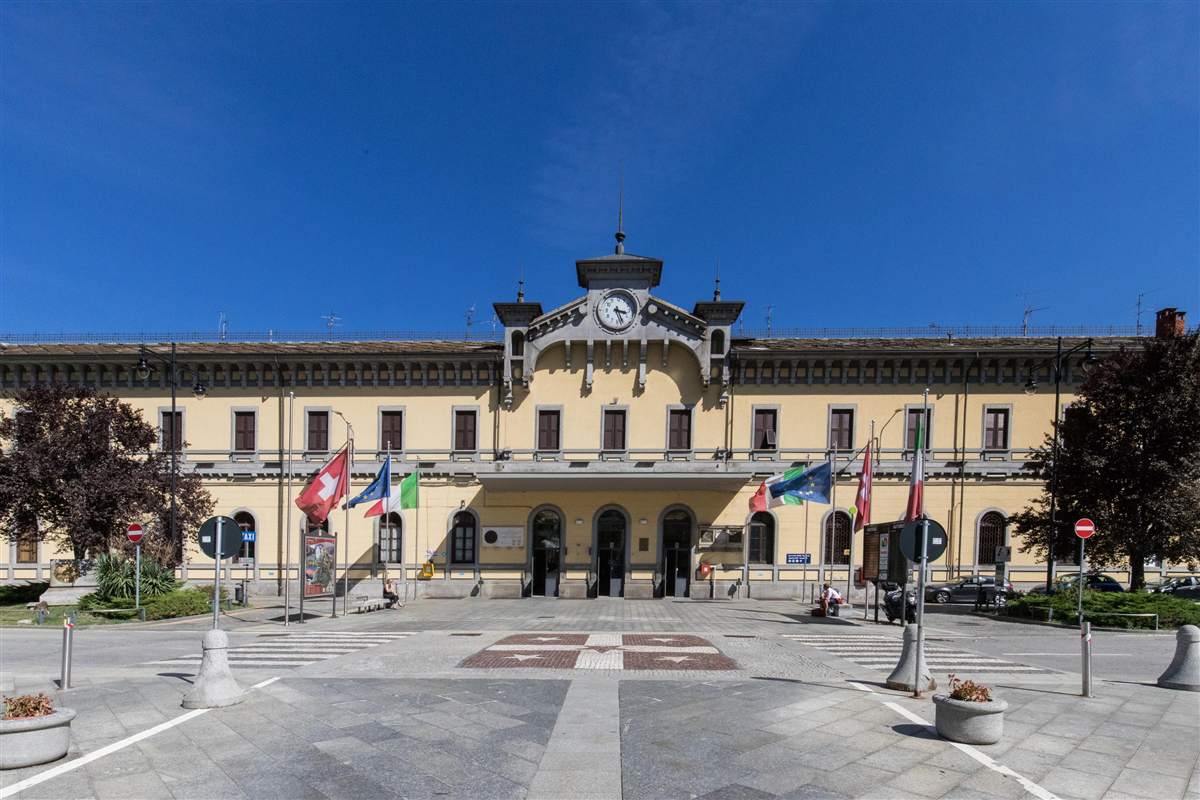
Stazione Internazionale di Domodossola

La stazione fu edificata quando Domodossola entrò in collegamento ferroviario con Novara nel 1888. Il maggior ampliamento, su progetto dell'architetto Luigi Boffi di Milano, avvenne nel 1906, con l'apertura del traforo del Sempione. La cornice marcapiano in granito di Baveno e le tre cimase, che si innalzano rispettivamente al centro (tricuspidata) ed alle estremità (monocuspidate) del corpo di fabbrica, sormontate da pennoni che danno notevole risalto all'imponente struttura.

### Sulle orme di Geo Chavez
sempre salendo. Ed ora sì, che vola!»
(Giovanni Pascoli, Bologna, novembre 1910)

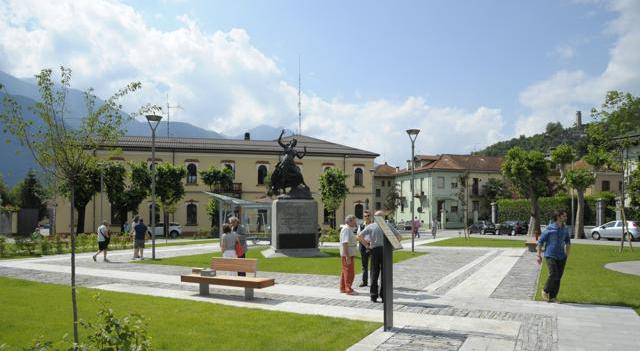
La nuova piazza Geo Chavez a Domodossola

Grazie al progetto Interreg italo-svizzero "Geo Chavez, di tanti uno solo", finanziato in occasione del centenario (2010) della trasvolata delle Alpi, è possibile ripercorrere quella che fu la storica impresa dell'aviatore peruviano Jorge Chávez Dartnell. Egli il 23 settembre 1910 partecipò al Gran Premio della Traversata delle Alpi: partì da Briga, sorvolò il passo del Sempione e raggiunse Domodossola, divenendo il primo trasvolatore delle Alpi; l'aereo, tuttavia, in fase di atterraggio cedette. Gravemente ferito, il pilota morì all'ospedale San Biagio pochi giorni dopo. Con l'intento di rievocare la memoria di tale eroica impresa, è nato tale progetto, che, oltre a comprendere diverse iniziative culturali (mostre, manifestazioni, spettacoli teatrali) già svoltesi, ha previsto la realizzazione di tre opere principali:
- riqualificazione di piazza Chavez a Domodossola con restauro del cippo e del monumento a lui dedicato;
- realizzazione di una teca museale presso il cortile delle scuole elementari "L. Milani" di via Rosmini, contenente una ricostruzione del Blériot XI usato da Chavez con l'ala originale e alcuni pezzi di storia del sistema di trasporto locale: l'antica diligenza del Sempione, una slitta, un'automobile e una bicicletta;
- realizzazione di un percorso di arte contemporanea di 13 opere, da parte artisti internazionali, lungo i 50 chilometri della via del Sempione, tra Domodossola e Briga. Di queste opere, quattro si trovano in città: Sogno volante di Uli Wirz (pressi di Palazzo San Francesco), A Dream di Kaarina Kaikkonen (piazza Cavour), A colui che è sul suo coltello (Icaro Chavez) di Marco Magrini (via Guelfi) e En plein air di Mario Airò (interno del Municipio)[35][36].

Anche un'area del Museo sempioniano è interamente dedicata all'aviatore.

### Il Sacro Monte Calvario
Il Sacro Monte Calvario di Domodossola venne edificato nel 1657 per volontà dei frati Cappuccini Gioacchino da Cassano e Andrea da Rho. Nel 2003 questo straordinario complesso monumentale è stato inserito dall'UNESCO nella Lista del Patrimonio dell'Umanità insieme ad altri sei Sacri Monti piemontesi. Il Sacro Monte di Domodossola è curato dai padri Rosminiani.

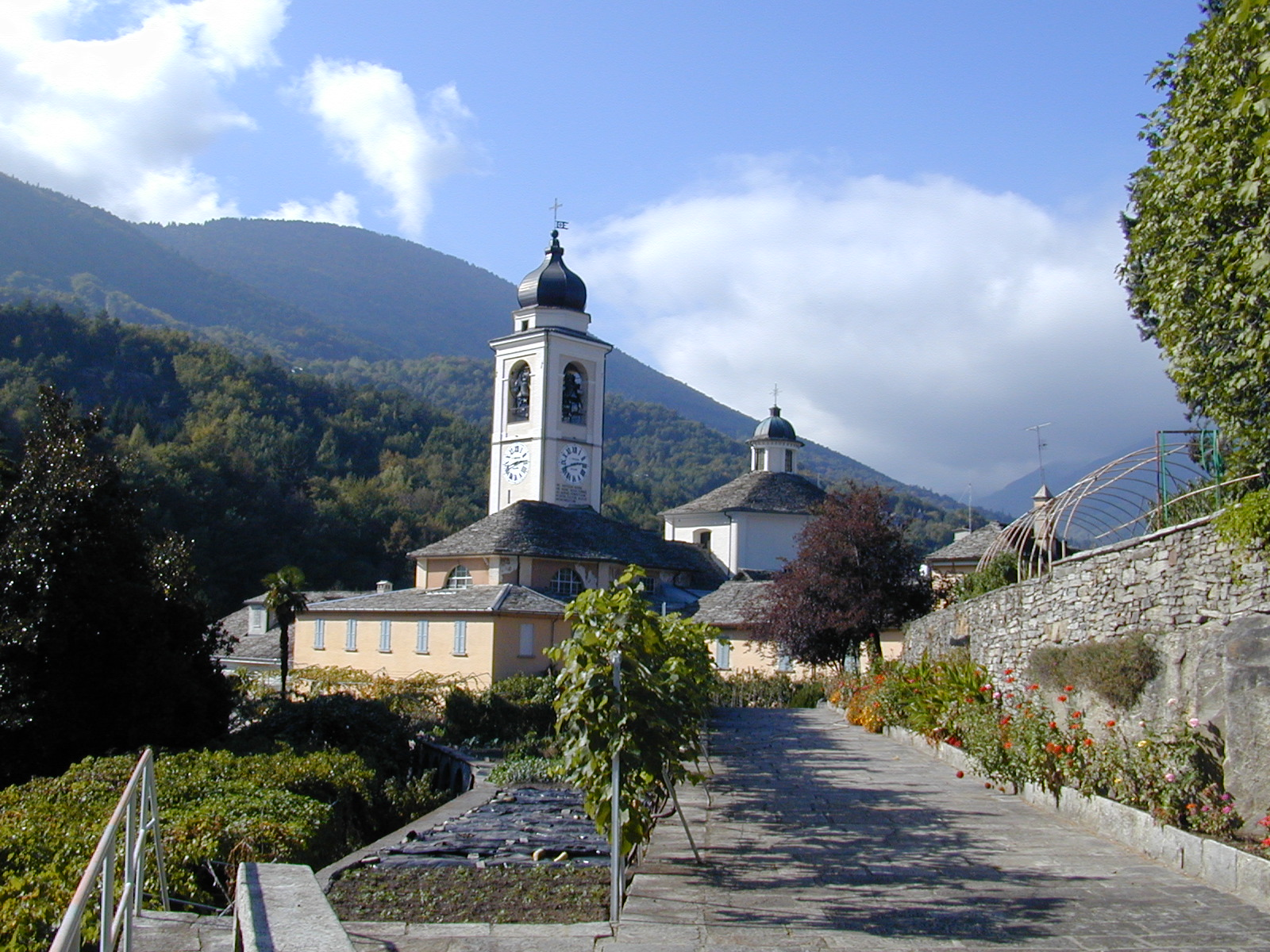
Sacro Monte Calvario di Domodossola
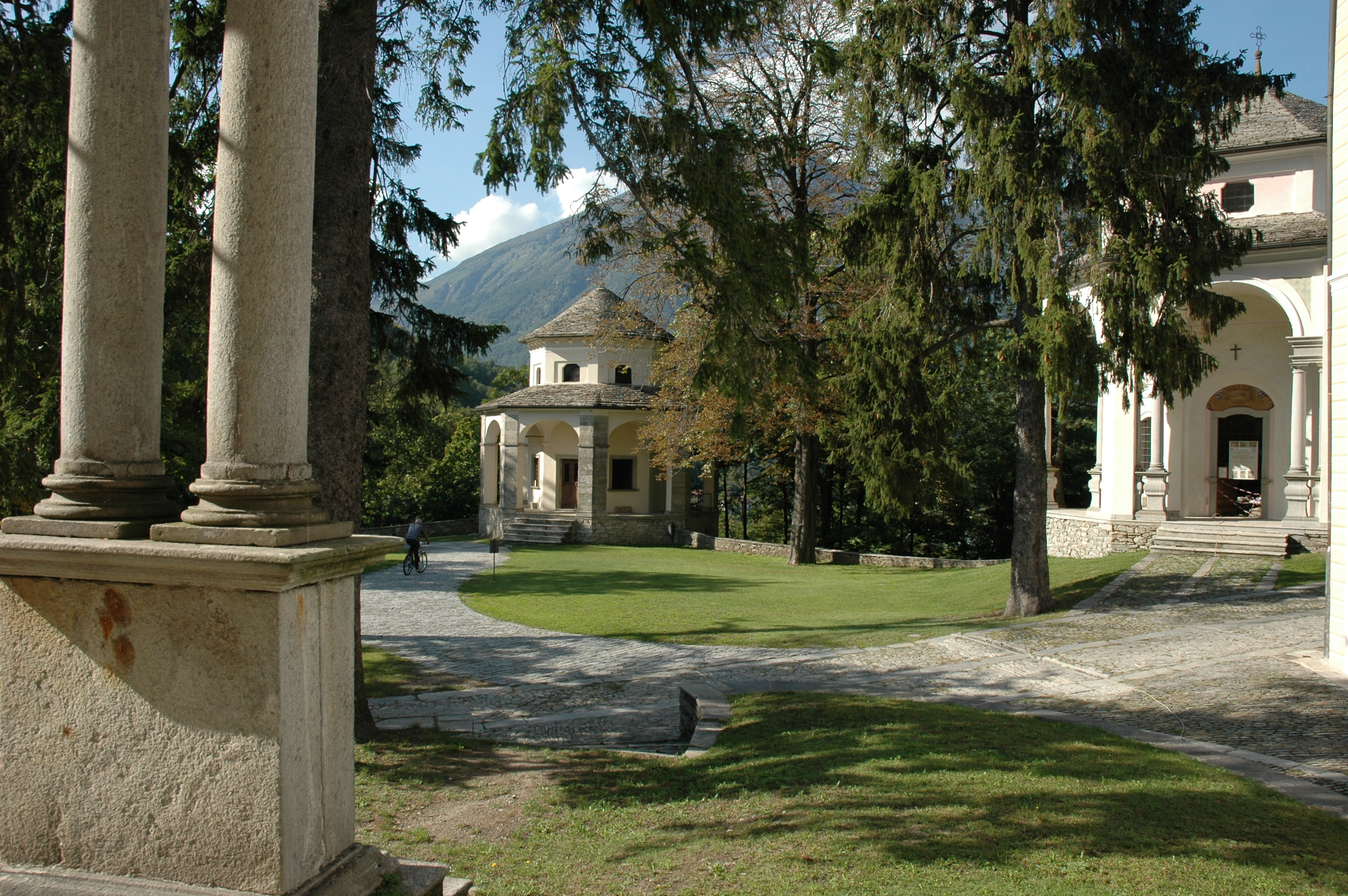
Sacro Monte Calvario di Domodossola Percorso devozionale con le Stazioni 9 e 11
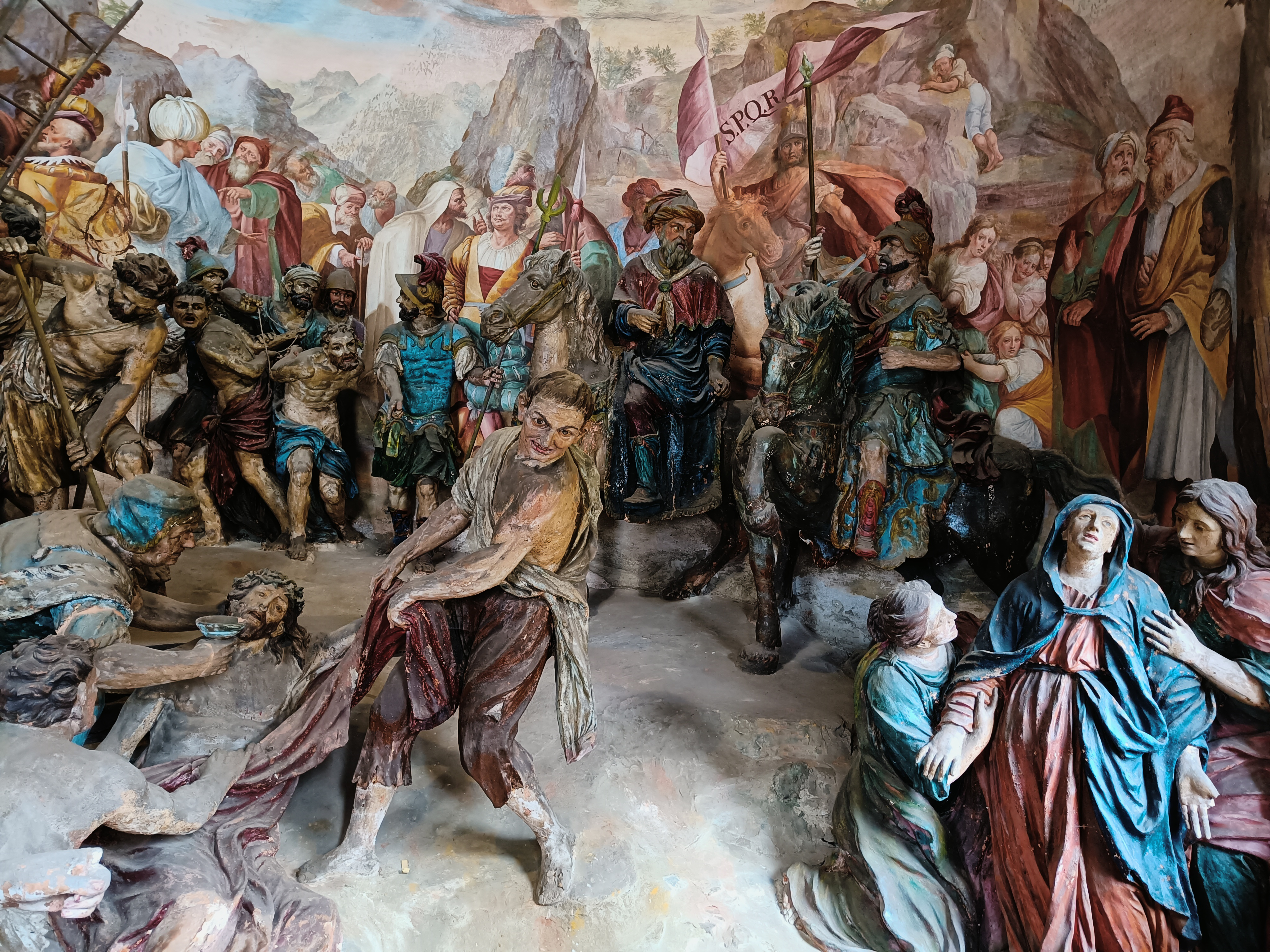
Interno della Stazione X della Via Crucis
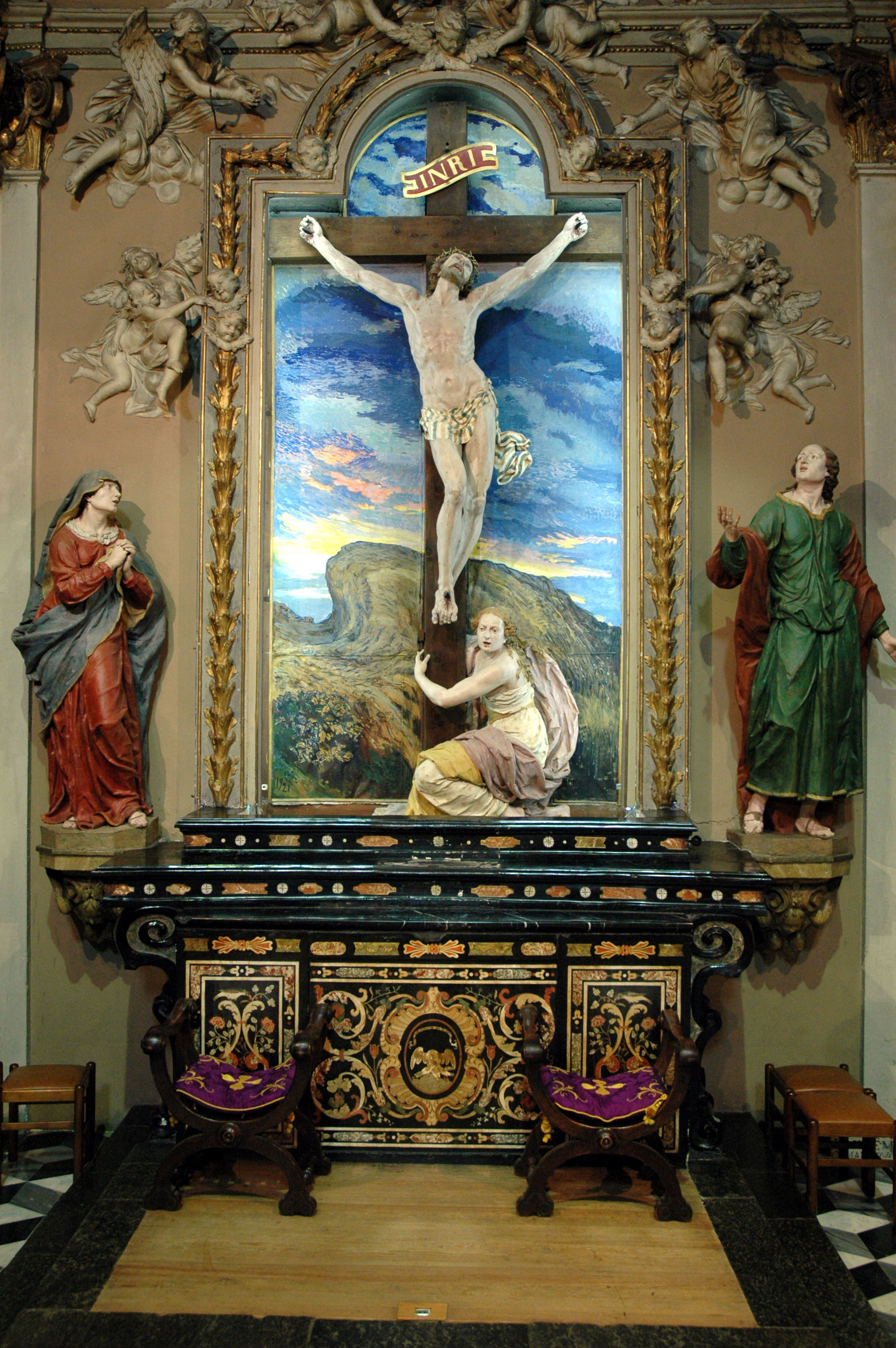
Sacro Monte Calvario di Domodossola Dionigi Bussola, Gesù muore sulla croce

## Società

### Evoluzione demografica
Abitanti censiti

### Etnie e minoranze straniere
Al 1º gennaio 2018 gli stranieri regolarmente residenti nel comune di Domodossola erano 1 136 corrispondenti al 6,2% degli abitanti totali. Le nazionalità più rappresentate erano:
1. Ucraina 243
2. Cina 146
3. Romania 120
4. Marocco 102
5. Albania 52
6. Nigeria 44
7. Egitto 41
8. Brasile 39
9. Moldavia 31
10. Repubblica Dominicana 20

### Strutture sanitarie

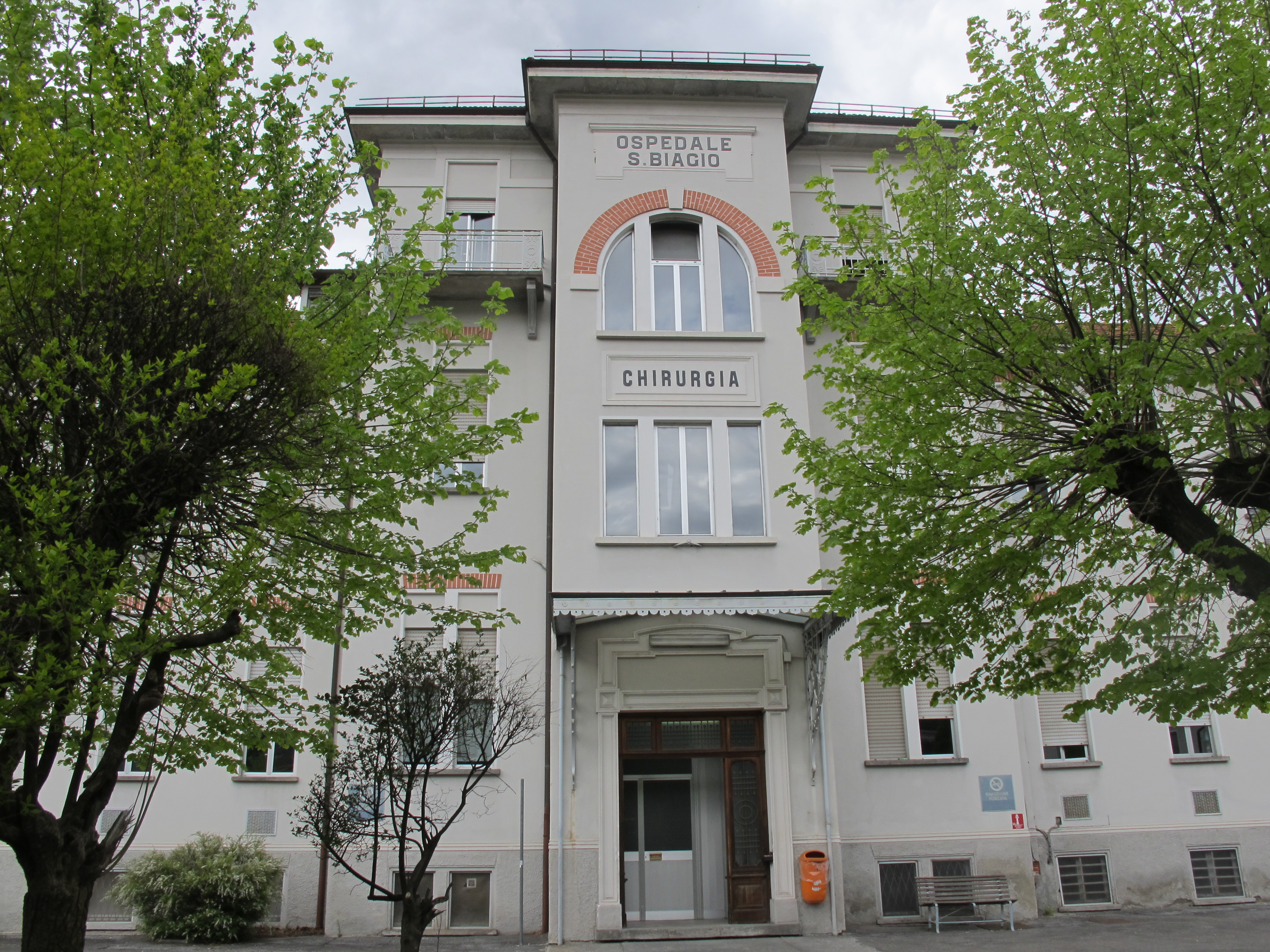
L'entrata vecchia dell'Ospedale San Biagio

L'ospedale cittadino è l'ospedale San Biagio, risalente a prima del 1245, che costituisce, insieme all'ospedale "Castelli" di Verbania, l'Ospedale Unico Plurisede dell'ASL VCO.

### Istituzioni, enti e associazioni
Domodossola è sede:
- della sezione distaccata del Tribunale di Verbania;
- degli uffici provinciali dei settori III (Politiche Agricole Montane, Tutela Faunistica, Polizia Provinciale) e IV (Opere Pubbliche, Viabilità, Piste ciclabili);
- della Motorizzazione Civile e del Pubblico Registro Automobilistico della Provincia del Verbano-Cusio-Ossola

#### Alpini
Dal 1923 è attiva la Sezione di Domodossola degli Alpini. Due sono le Medaglie d'Oro: Silvestro Curotti (Artigliere Alpino Partigiano Caduto durante la guerra di Liberazione a Oira di Nonio sul lago d'Orta il 3 giugno 1944) ed Attilio Bagnolini (Caduto a Passo Mecan (Mai Ceu) il 31 marzo 1936 nel corso della guerra d'Etiopia).

#### Donatori di sangue
È attiva la sezione comunale di Domodossola dell'Associazione Volontari Italiani del Sangue (detta anche AVIS Ossolana). La sede si trova presso le sale del SIT dell'ospedale San Biagio.

#### Donatori di midollo osseo
È attiva l'associazione D.O.M.O. (Donatori ossolani midollo osseo). La sede si trova presso le sale del SIT dell'ospedale San Biagio.

### CAI
È attiva la sezione del Club Alpino Italiano denominata SEO-CAI (società escursionistica ossolana).

#### Associazioni d'arma
Sono attive diverse associazioni d'arma: la sezione Giovanni Battista Scapaccino dell'Associazione nazionale carabinieri con sede presso la Casa delle Associazioni in via Paolo Silva, la sezione dell'Associazione nazionale della Polizia di Stato con sede presso la polizia stradale e la sezione dell'Associazione Nazionale Finanzieri d'Italia. La sede di quest'ultima si trova in Piazza Geo Chavez.

## Cultura

### Istruzione

#### Università
L'Associazione per lo sviluppo della cultura, degli studi universitari e della ricerca nel Verbano Cusio Ossola, offre corsi di Ingegneria Informatica, Ingegneria Elettronica, Infermieristica, Fisioterapia, Turismo e Chimica. La sede di Domodossola è presso il Collegio "Mellerio Rosmini".

### Musei
- Il Museo di Palazzo Silva raccoglie opere lignee, reperti etruschi e romani, frammenti di mummie egiziane, incisioni, costumi ossolani e armi.
- Il Museo di Palazzo San Francesco, ospita dipinti di pittori locali e una sezione dedicata a mostre temporanee.
- Il Museo sempioniano contiene una ricostruzione di parte del tunnel del traforo del Sempione, fotografie d'epoca e numerosi altri reperti.
- Il Museo di scienze naturali del Collegio Mellerio Rosmini raccoglie animali, insetti, piante e minerali.
- La sala storica della Resistenza, situata nell'aula consiliare del Municipio, raccoglie fotografie d'epoca e documenti riguardanti gli episodi più emblematici della Resistenza ossolana.
- Il Museo degli alpini ossolani "Don Carlo Righini" raccoglie cimeli e testimonianze della storia degli alpini ed in particolare di quelli ossolani.

### Biblioteca
- Biblioteca Civica "G. Contini"

### Cinema
- Quaranta giorni di libertà (film-TV RAI) di Leandro Castellani, narra la storia della breve Repubblica partigiana dell'Ossola.
- Buss till Italien (2005) di Daniel Lind Lagerlöf, girato a Domodossola.
- L’apprendistato (2019) di Davide Maldi – tra il Collegio Mellerio Rosmini e il Sacro Monte Calvario.
- Lubo (2023) di Giorgio Diritti, alcune scene sono state girate in città.

### Musica
- Il Civico Corpo Musicale, istituito nel 1868, svolge la sua attività musicale guidato dal maestro Fabrizio Bionda e dal presidente dott. Gianmarco Iaria.
- La Cappella Musicale del Sacro Monte Calvario, svolge attività musicale, sia liturgica sia concertistica, nel santuario del SS. Crocifisso al S. Monte e nella parrocchia di Calice. Istituita nel 1995 riunisce l'attività della Schola Gregoriana del S. Monte Calvario (1995), della Corale di Calice (1974), della Camerata Strumentale di S. Quirico (1989), del Convivio Rinascimentale (1997) e dell'Orchestra da camera della Cappella Musicale del S. Monte Calvario di Domodossola (2003).

### Nella cultura di massa
La città di Domodossola è divenuta particolarmente celebre in quanto viene convenzionalmente associata alla lettera "D" nell'alfabeto telefonico italiano, grazie anche a Mike Bongiorno che regolarmente citava la «D di Domodossola» nei suoi quiz televisivi, su tutti La ruota della fortuna.

## Geografia antropica

### Borgate
Questo è l'elenco completo delle borgate secondo lo statuto comunale di Domodossola:
Alla Fraccia, Andosso, Anzuno, Asparedo, Bacenetto, Baceno, Barro, Campei, Campione, Campoccio Dentro, Campoccio Fuori, Casa delle Rane, Case Lazzaro, Case Pioda, Castanedo, Castelluccio, Cimavilla, Cisore, Corte, Croppo, Crosiggia, Cruppi, Gabi Valle, Maggianigo, Monsignore, Monteossolano, Monticchio, Motto, Motto Mattarella, Piccioni, Prata, Prebletto, Pregliasca, Premone, Quana, Quartero, Rogoledo, Ronchetto, Sacro Monte Calvario, Sala, San Quirico, Tagliaroli, Torcelli, Torre Mattarella, Trontana, Vallesone, Valsorda, Vauza, Zoncalina.
Nel 1865 il comune di Domodossola ha inglobato l'ex comune di Cisore, nel 1867 quello di Calice Ossolano, nel 1928 quello di Vagna e nel 1959 Monteossolano, scorporandolo dal comune di Bognanco.

## Economia
Domodossola è centro nevralgico della val d'Ossola e costituisce il punto di riferimento delle vallate ossolane (valle Anzasca, valle Antrona, val Bognanco, val Divedro, valle Antigorio, val Formazza, valle Isorno, e val Vigezzo).
L'economia si è sviluppata in passato grazie al settore secondario: industrie siderurgiche, meccaniche e acciaierie hanno dominato la scena durante tutto il XX secolo. Negli stessi anni la costruzione nei territori circostanti di dighe e centrali idroelettriche ha assecondato lo sviluppo industriale offrendo l'energia necessaria alla lavorazioni; l'esistenza delle centrali idroelettriche ha offerto impiego a centinaia di lavoratori nel settore energetico. La vicinanza con la Svizzera e l'apertura del traforo del Sempione hanno dato inoltre notevole impulso allo sviluppo del commercio.
Attualmente il ruolo del secondario risulta limitato, per quanto permanga l'industria lapidea sia estrattiva sia di lavorazione. Domodossola ha infatti assunto negli ultimi anni una vocazione culturale, turistica e commerciale, grazie anche alla vicinanza a luoghi di attrazione naturalistica (Parco naturale dell'Alpe Veglia e dell'Alpe Devero, Sacro Monte Calvario di Domodossola, Parco nazionale della Val Grande) e a stazioni sciistiche (Domobianca, San Domenico di Varzo).
Per quanto riguarda l'artigianato, importante è la lavorazione locale del ferro battuto, finalizzata soprattutto alla produzione di mobili.

## Infrastrutture e trasporti

### Ferrovie

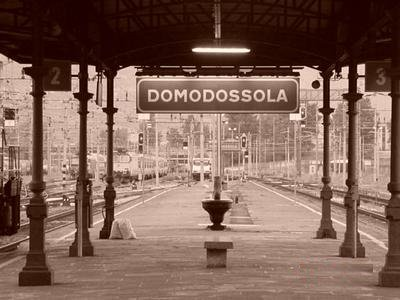
La stazione ferroviaria

La città è un importante snodo ferroviario per quanto riguarda sia il trasporto merci sia il trasporto passeggeri. La stazione internazionale di Domodossola venne inaugurata nel 1906 in seguito all'apertura del Traforo del Sempione e attualmente gestisce un flusso di circa 1.400.000 frequentatori all'anno. La linea internazionale del Sempione collega l'Italia alla Svizzera e a Parigi attraverso un tunnel lungo quasi 20 km.
La stazione di Domodossola è capolinea delle linee:
- Domodossola-Milano
- Domodossola-Briga (internazionale del Sempione)
- Domodossola-Novara
- Domodossola-Locarno nota anche come Vigezzina. Non è connessa con le precedenti e ha la propria stazione sotto quella di Rete ferroviaria italiana.

Inoltre lo scalo merci di Domo 2, situato nel comune di Beura-Cardezza, assume rilevanza strategica nei collegamenti tra l'Italia settentrionale e le regioni dell'Europa centro-occidentale, mettendo in comunicazione i porti di Rotterdam e Genova. La linea che attraversa il Traforo del Sempione rientra infatti tra i progetti prioritari (Priority Project 24) nell'ambito delle reti di trasporto trans-europee (TEN-T Trans-European Networks - Transport) definite dalla Commissione europea.

### Autobus
Dal capolinea autolinee posto nei pressi della stazione internazionale partono autobus diretti ai principali comuni delle valli ossolane e tratte extraurbane dirette a Verbania, Omegna e all'Aeroporto di Malpensa.

### Auto e moto
La città è facilmente raggiungibile da Milano, da Genova e da Torino grazie all'autostrada  Genova Voltri-Gravellona Toce. A partire da Gravellona Toce l'autostrada prosegue come  Superstrada E62 e, percorrendo l'intera Val d'Ossola, raggiunge Domodossola, continuando poi fino al confine svizzero presso Iselle di Trasquera. Da qui, attraversando il Passo del Sempione, è possibile il collegamento stradale con Briga (CH) (Canton Vallese).
Domodossola è inoltre collegata con Locarno (CH) (Canton Ticino) attraverso la  della Val Vigezzo.

## Amministrazione
| Periodo          | Periodo          | Primo cittadino    | Partito         | Carica  | Note |
| ---------------- | ---------------- | ------------------ | --------------- | ------- | ---- |
| 5 dicembre 1993  | 16 novembre 1997 | Ettore Angius      | Lega Nord       | Sindaco |      |
| 16 novembre 1997 | 26 maggio 2002   | Mariano Cattrini   | centro-sinistra | Sindaco |      |
| 26 maggio 2002   | 29 maggio 2007   | Gian Mauro Mottini | centro-destra   | Sindaco |      |
| 29 maggio 2007   | 29 maggio 2011   | Michele Marinello  | centro-destra   | Sindaco |      |
| 30 maggio 2011   | 19 giugno 2016   | Mariano Cattrini   | centro-sinistra | Sindaco |      |
| 20 giugno 2016   | in carica        | Lucio Pizzi        | centro-destra   | Sindaco |      |

### Gemellaggi
- Briga-Glis
- Busto Arsizio

## Sport

### Sci
Originario di Pallanzeno, ma nato a Domodossola è Massimiliano Blardone, salito per 25 volte sul podio in Coppa del Mondo di sci alpino. Luogo di allenamento del campione è stata anche la stazione sciistica domese di Domobianca. Essa consta di 12 piste (1 facile, 7 medie e 4 difficili), lunghe complessivamente 21 km, che si snodano sul versante nord orientale del Moncucco (1896 m s.l.m.). La località sciistica si raggiunge dal centro della città, salendo con la strada carrozzabile ai 1080 m s.l.m. dell'Alpe Lusentino.
Uno dei sciatori su erba del luogo, Riccardo Lorenzone, ha gareggiato per la Coppa del mondo.
La città è sede del comitato provinciale della Federazione italiana sport invernali.

### Ciclismo
Per due volte Domodossola è stata sede di arrivo di una tappa del Giro d'Italia, la prima nel 1985, l'ultima nel 2006.
Tappe del Giro d'Italia con arrivo a Domodossola
| Anno | Tappa | Partenza | km  | Vincitore di tappa | Maglia rosa     |
| ---- | ----- | -------- | --- | ------------------ | --------------- |
| 1985 | 18ª   | Monza    | 128 | Paolo Rosola       | Bernard Hinault |
| 2006 | 14ª   | Aosta    | 224 | Luis Laverde       | Ivan Basso      |

Negli ultimi anni sta conseguendo buonissimi risultati Francesca Barale, figlia di Florido, già campionessa italiana juniores su strada

### Calcio
Il principale stadio cittadino, dedicato all'alpino Silvestro Curotti, è comunale e ha capienza di 1500 posti. Comunali sono anche il campo da calcio in regione "Nosere" e molti campetti frazionali. Società calcistica domese è la Juventus Domo.

### Pallacanestro
È presente la squadra dell'A.S.D Cestistica Domodossola che partecipa al campionato senior in Divisione Regionale 1 e giovanile maschile e femminile nelle federazioni FIP e UISP. Attivo anche il settore minibasket.

### Tennis da tavolo
Il TT Ossola 2000 è l'associazione sportiva della città che si allena e partecipa alle gare regionali e nazionali presso la palestra delle scuola media statale (plesso di via Terracini).

### Tiro a segno
In zona Nosere è presente la sezione dell'Unione Italiana Tiro a Segno.